# Indukcjonizm
Indukcjonizm – w nauce, prąd myślowy podkreślający znaczenie indukcji logicznej, czyli wywodzenia ogólnych praw natury z jednostkowych spostrzeżeń, obserwacji i eksperymentów. Przeciwieństwem indukcjonizmu jest dedukcjonizm.
Indukcjonizm – w metodologii stanowisko, zgodnie z którym rzeczywistą wartość poznawczą mają tylko twierdzenia ogólne sformułowane drogą indukcji, na podstawie obserwacji jednostkowych faktów, opisywanych przez tzw. zdania spostrzeżeniowe.